# Maynard (Iowa)
Maynard è un comune degli Stati Uniti d'America, situato nello Stato dell'Iowa, nella contea di Fayette.